# Черепнин, Николай Николаевич
Никола́й Никола́евич Черепни́н (3 [15] мая 1873, Санкт-Петербург — 26 июня 1945 года, Исси-ле-Мулино, под Парижем) — русский композитор, дирижёр и педагог; отец композитора А. Н. Черепнина, ученик Н. А. Римского-Корсакова.
Н. Н. Черепнин стал первым композитором, к которому обратился Сергей Дягилев в самом начале своего театрального проекта «Русских сезонов». Обладая ярким композиторским талантом, вращаясь в среде художников и музыкантов, изменивших лицо искусства XX века, Черепнин создал произведения, перевернувшие представление о современном балетном спектакле — «Павильон Армиды», «Нарцисс и Эхо». Сергей Дягилев оценивал композитора как одного из «самых знаменитых деятелей музыки, живописи, хореографии». В. Логинова отмечала, что композитор «обладал самостоятельным и неповторимым обликом в контексте художественной культуры начала XX века и сказал собственное слово, внёс заметный творческий вклад в мировое музыкально-художественное наследие».

## Биография
Родился в семье известного петербургского медика Николая Петровича Черепнина (1841 — 27.02.1906), личного врача Ф. М. Достоевского; в воспоминаниях Анны Сниткиной-Достоевской указывалось, что в последний момент послали за доктором Черепниным: «Приехавший доктор Н. П. Черепнин мог только уловить последние биения его сердца». Мать, Зинаида Александровна, в девичестве Ратаева, дочь обер-егермейстера Александра Николаевича Ратаева. Умерла после вызванной родами болезни. Вторая жена отца была из рода Суворовых, — Ивашинцова имела двух сыновей; таким образом, генерал-лейтенанты Александр Васильевич (1869—1921) и Сергей Васильевич (1857—1921) Ивашинцовы были его сводными братьями.
В 1883 году Николай Черепнин поступил в 6-ю Петербургскую гимназию, директором которой в 1890 году стал филолог и духовный композитор Дмитрий Николаевич Соловьёв. Гимназия была окончена в 1891 году с серебряной медалью. Затем он учился в Петербургском университете; в 1895 году окончил юридический факультет университета со званием кандидата права.
Ещё осенью 1893 года, не оставляя занятий в университете, он поступил в Петербургскую консерваторию, в класс фортепиано профессора Карла Карловича Фан-Арка. Вскоре, оставив класс Фан-Арка, он сдал экзамены на композиторское отделение консерватории и был принят в класс композитора и музыкального писателя Николая Феопемптовича Соловьёва. В 1894 году, как вспоминал Черепнин 

После долгих колебаний и волнений я решился наконец предстать перед Римским-Корсаковым, захватив с собой кое-какие сочинения… Николай Андреевич прослушал все очень внимательно, побеседовал со мной на кое-какие музыкальные темы и… сказал, что он примет меня в свой класс после того, как я получу от моего прежнего профессора согласие на переход из его класса.
Соловьёв не возражал и Черепнин стал заниматься у Н. А. Римского-Корсакова на курсе специальной гармонии и в 1898 году с отличием окончил класс композиции со званием свободного художника.
С 1898 года дирижировал хором Мариинского театра, с 1906 года — дирижёр театра. Дирижировал концертами Русского музыкального общества, «Русскими симфоническими концертами», в 1908—1913 годах — в петербургском Народном доме. С 1909 года Черепнин участвовал в «Русских сезонах» Сергея Дягилева.
Член Беляевского кружка, был дружен с музыковедом А. В. Оссовским. Входил в объединение «Мир искусства».
В 1905—1917 гг. преподавал дирижирование в Петербургской консерватории (с 1909 года — профессор), среди его учеников были Николай Обухов и Сергей Прокофьев, посвятивший учителю три сочинения: Симфониетту, Первый фортепианный концерт и Скерцо для четырёх фаготов. Юрий Шапорин, занимавшийся у Черепнина по чтению партитур, так описывал своего учителя: «Из всех профессоров консерватории он был, пожалуй, наиболее передовым по своим художественным устремлениям».
В 1918—1921 гг. — директор Тифлисской консерватории. С 1921 — во Франции, где сотрудничал с балетной труппой Анны Павловой. В 1925 году основал и возглавил Русскую консерваторию в Париже. В 1931 году был приглашён Сергеем Кусевицким продирижировать Бостонским симфоническим оркестром. С 1937 года возглавлял Попечительский совет издательства «М. П. Беляев в Лейпциге».
Сочинениями Черепнина, помимо самого автора, дирижировали Александр Глазунов, Сергей Кусевицкий, Михаил Плетнёв, Геннадий Рождественский, Александр Рудин.

## Композиторский стиль

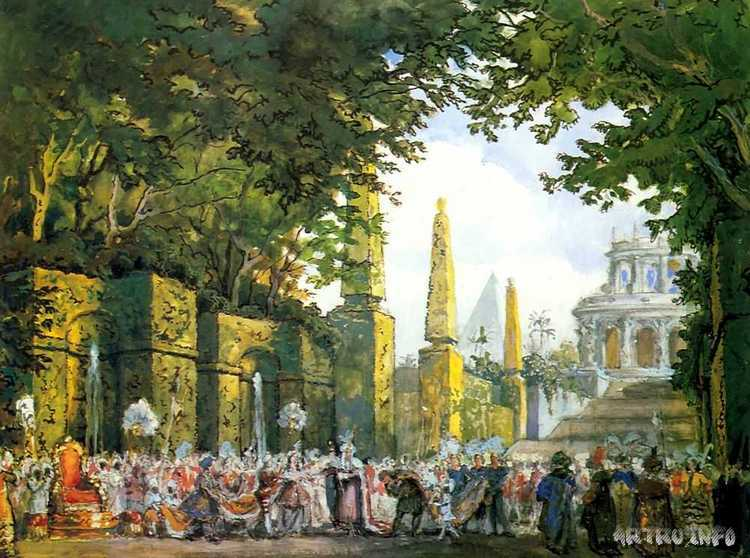
А. Бенуа. Эскиз декорации «Сады Армиды» к балету Н. Н. Черепнина «Павильон Армиды»

Являясь последователем своего педагога, Н. Черепнин воспринимал все новые веяния в музыке. Большое влияние на его стиль оказало течение импрессионизма, многое он воспринял от А. Н. Скрябина, Р. Штрауса, Г. Малера, А. Шёнберга, И. Стравинского, К. Дебюсси, М. Равеля.
Первые его произведения были напечатаны уже в 1898 году: 6 романсов для меццо-сопрано (op. 1), Прелюдия к пьесе Принцесса Грёза (op. 4), Песнь Сафо (op. 5).
Исследователи склонны считать, что лучшие произведения Н. Черепнина были написаны им в период сближения его с группой «Мир искусства». Общение это началось с создания балета «Павильон Армиды» (ор. 29) по сюжету А. Н. Бенуа в 1903 году. С 1909 по 1914 год он был участником «Русских сезонов» в Париже, и первый сезон 1909 года прошёл под его управлением. Он оказался первым композитором, написавшим музыку по заказу Сергея Дягилева — первый его балет «Павильон Армиды» был поставлен в 1909 году М. Фокиным. Ещё два его балета — «Нарцисс и Эхо» (ор. 40, 1911 г.) и «Маска Красной смерти» (ор. 49, 1912 г.) — также созданы им для труппы Сергея Дягилева.
Имя Н. Н. Черепнина связано с балетным жанром и творчеством балетной труппы Сергея Дягилева в Париже. Художественные принципы композитора сформировались под воздействием членов дягилевского содружества — А. Н. Бенуа, Л. Бакста, М. Фокина, эстетики «Мира искусства», тяготения его участников к поэтическому воскрешению образов прошлого, к изысканной стилизации.

## Избранные сочинения
Центр творчества Н. Н. Черепнина составляют 12 балетов. Лучшие из них — «Павильон Армиды», «Нарцисс и Эхо», «Маска красной смерти». Непременная для искусства начала века романтическая тема разлада мечты и действительности претворена в этих балетах характерными приемами, сближающими музыку Черепнина с живописью импрессионистов. Ряд произведений Черепнина вдохновлен темой русской сказки. Написанные в 1930-х годах оперы «Сват» и «Ванька-ключник» — интересный пример привнесения в традиционный для русской музыки жанр народно-песенной оперы сложных приемов музыкального письма XX века. Среди оркестровых сочинений Черепнина наиболее интересны его программные сочинения: Симфонический прелюд «Принцесса Грёза» (по Э. Ростану), симфоническая поэма «Макбет» (по В. Шекспиру), симфоническая картина «Зачарованное царство» (к сказке о Жар-птице), драматическая фантазия «Из края в край» (по одноимённому стихотворению Ф. Тютчева), «Сказка о рыбаке и рыбке» (по сказке А. С. Пушкина). Заметен Черепнин также в кантатно-ораториальном жанре («Песнь Сафо» и ряд духовных сочинений a cappella, в том числе «Хождение Богородицы по мукам» на тексты народных духовных стихов и др.) и в хоровых жанрах («Ночь» на стихи В. Юрьева-Дрентельна, «Старая песня» на стихи А. Кольцова). Вокальная лирика Черепнина (более 100 романсов) охватывает широкий диапазон тем и сюжетов — от философской лирики («Трубный глас» на стихи Д. Мережковского, «Думы и волны» на стихи Ф. Тютчева) до картин природы («Сумерки» на ст. Ф. Тютчева); от утонченной стилизации русских песен («Венок Городецкому») до сказки («Фейные сказки» на стихи К. Бальмонта. Из других сочинений Черепнина следует назвать его фортепианную «Азбуку в картинках» с рисунками А. Бенуа, Струнный квартет, квартеты для четырёх валторн и другие ансамбли. Черепнин является также автором оркестровок и редакций многих произведений русской музыки («Мельник-колдун, обманщик и сват» М. М. Соколовского, «Сорочинская ярмарка» М. П. Мусоргского), Р. Шумана (пантомима-балет «Papillons»).

### Балеты
- Павильон Армиды, op. 29 (1903)
- «Нарцисс», op. 40 (1911)[11]
- Маска Красной Смерти, op. 49 (1911, по Эдгару По)
- Марья Моревна (1913)
- Сказка про царевну Улыбу и Соловья разбойника (1916)
- Дионис (1921)
- Зачарованная птица («Русская сказка»), op. 55 (1923)
- Роман мумии (1924, по повести Т. Готье)
- «Золотая рыбка» (1937) на сюжет А. С. Пушкина

### Оперы
- Сват (1930, по пьесе А. Н. Островского «Бедность не порок»)
- Ванька-ключник (1933, по одноимённой пьесе Ф. Сологуба)

### Симфонические сочинения
- «Драматическая фантазия» (1903)
- «Зачарованное царство» (1904)
- Концерт для фортепиано с оркестром, op. 30 (1907)
- «Судьба», фрагменты из музыки балета «Маска красной смерти» (1934)
- Оркестровка «Парафраз» — совместного сочинения Николая Римского-Корсакова, Цезаря Кюи, Анатолия Лядова, Александра Бородина и Ференца Листа (1937)
- «Хождение Богородицы по мукам», оратория для трёх солистов, хора и оркестра (1938)
- Грузинские погребальные песнопения (1944)

### Камерные сочинения
- Шесть пьес для квартета валторн
- Струнный квартет

## Премии
- Глинкинская премия Попечительного Совета для поощрения русских композиторов: 1909 год — за концерт для фортепиано с оркестром sic-moll (500 рублей); 1911 год — за 14 эскизов для фортепиано к «Русской азбуке в картинках», ор.8 (400 рублей).

## Семья
Жена (с 1897 года): старшая дочь Альберта Николаевича Бенуа, Мария Альбертовна. Вместе с женой похоронен на кладбище Сент-Женевьев-де-Буа.
Их сын: Александр — композитор, пианист, музыкальный критик.